# René Sergent
René Sergent est un architecte français né le 4 juillet 1865 à Paris et mort le 22 août 1927 au Gué-à-Tresmes, Congis-sur-Thérouanne en Seine-et-Marne. 

## Biographie
Fils d'un boulanger de Clichy, Sergent reçoit à l'École spéciale d'architecture l'enseignement d'Émile Trélat et de Thierry-Ladrange. Il y obtient le premier diplôme en 1884 et entre dans l'agence très réputée que dirige Ernest Sanson, où il reste plus de quinze ans. 
À l'agence Sanson, il étudie à fond les œuvres des architectes et ornementistes français du XVIIIe siècle, mais aussi de leurs contemporains anglais comme les frères Adam. Il y assiste aussi à la mise au point par Sanson du Palais Rose de l'avenue Foch. Aux Salons de 1885 et 1887, il expose un « relevé d'une porte de l'hôtel Carnavalet » et « la façade et la coupe sur l'escalier de l'hôtel de Thorigny ».
En 1902, Sergent prend son indépendance et entreprend de nombreux travaux de construction ou de restauration pour une riche clientèle aristocratique et bourgeoise.
Il travaille successivement pour le prince de La Tour d'Auvergne, la comtesse de Maupeou, le comte Edmond de Fels, le comte Moïse de Camondo, les Duveen, les Seligmann, les Fabre-Luce, les Rothschild et les  de Wendel. Sa renommée ne cessant de grandir, il est sollicité aux États-Unis et en Argentine pour les Pierpont Morgan, Gould, Vanderbilt, Bosch, Alvear et Errázuriz.
Sergent sait faire montre d'une particulière habileté pour intégrer le confort moderne dans des bâtiments de proportions et de style classiques. Il montre aussi un goût prononcé pour la stéréotomie, accomplissant dans ce domaine de véritables prouesses. Son agence s'étend rapidement et il se fait seconder par René Bétourné et Léon Fagnen.
Sergent bâtit également plusieurs grands hôtels de voyageurs : le Trianon-Palace à Versailles (1910), le Grand Hôtel de Rome, l'Hôtel Stéphanie de Baden-Baden. Il contribue à la construction du Savoy et du Claridge's à Londres.
Il édifie également le siège de la société Rolls-Royce. 
Pour les antiquaires anglais Duveen, il construit (1907-1908) un magasin d'exposition parisien, un « Petit Trianon » d'un élégant style Louis XVI édifié en fond de parcelle no 20 place Vendôme (aujourd'hui siège d'une banque), et donne des dessins inspirés de Versailles et de Gabriel pour le vaste immeuble de New York, à l'angle de la 5e avenue et de la 56e rue (1909-1910, détruit en 1953), dont la réalisation est effectuée par un architecte local, Horace Trumbauer.
En 1911, Sergent reçut la grande médaille de l'architecture privée de la Société Centrale des Architectes.
Il est inhumé à Paris au cimetière des Batignolles (12e division).

## Principales œuvres de Sergent

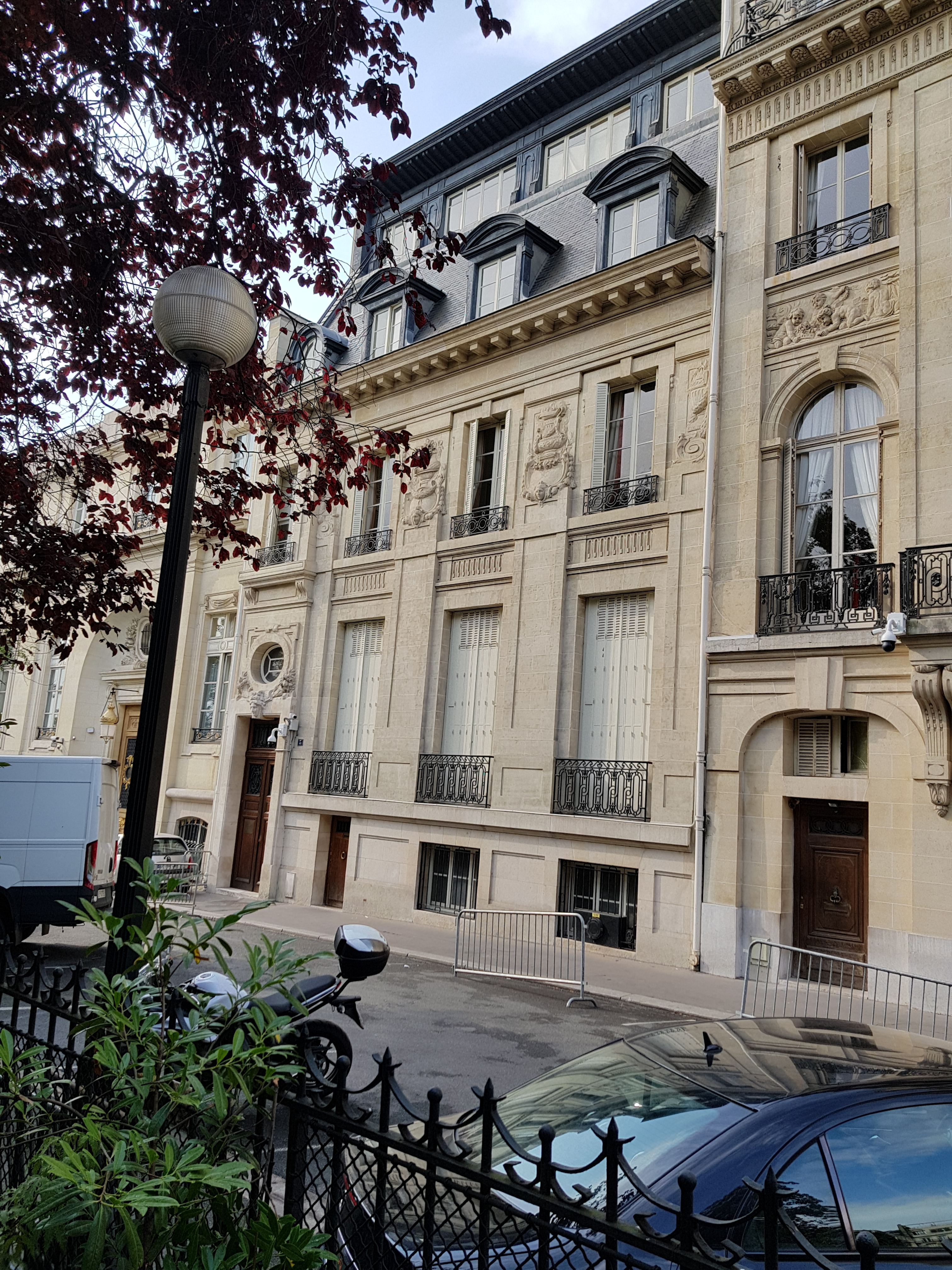
No 3, rue Le Tasse, Paris.

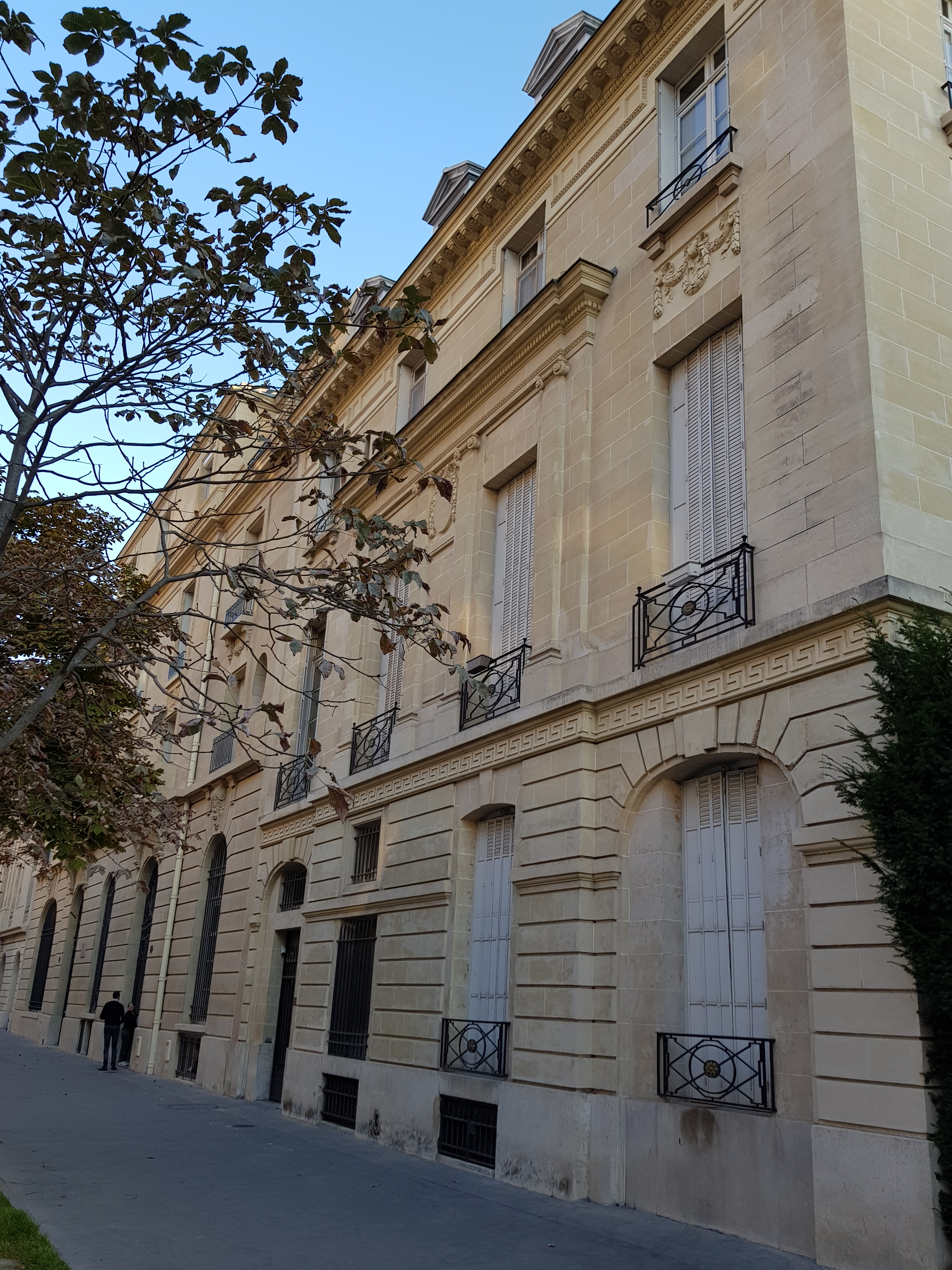
No 9, avenue Charles-Floquet, Paris.

- 1894 : hôtel particulier à Paris, no 9 rue Léo-Delibes, style néogothique et néo-Renaissance.
- 1903-1906 : château de Voisins à Saint-Hilarion (Yvelines) pour le comte Edmond de Fels. Spectaculaire château inspiré du style de l'architecte du XVIIIe siècle Ange-Jacques Gabriel, plus particulièrement de l'École militaire à Paris.
- 1907 : hôtel Clos au no 3 de la rue Le Tasse à Paris[7].
- 1908 : hôtel de Madame Mathieu au no 5 de la rue Le Tasse à Paris[7].
- 1908 : hôtel particulier à Paris, no 9 rue Octave-Feuillet (angle avec la rue Alfred-Dehodencq) construit pour Hugo Reifenberg[2]. Style d'inspiration Adam's. Modification d'une partie de la façade en 1925 par l'architecte Richter, 72 rue de Rome. Actuellement lycée professionnel régional des arts de la mode. La famille Reifenberg a un passé immobilier des plus intéressants : Maison Reifenberg et Cie (Charles Plumet) et Hôtel Reifenberg (Mallet-Stevens).
- 1910 : hôtel particulier à Paris, no 1 rue de Talleyrand, construit pour l'antiquaire Jacques Seligmann ; aujourd'hui ambassade de Pologne et section consulaire de l'ambassade.
- 1910 : hôtel particulier à Paris, no 9 avenue Charles-Floquet (angle avec le 2 rue du Général-Lambert, aujourd'hui résidence de l'ambassadeur d'Inde) pour Jules Steinbach, de style néo-classique.
- 1911-1914 : hôtel particulier à Paris, no 63 rue de Monceau, pour le comte Moïse de Camondo (1860-1935), aujourd'hui musée Nissim-de-Camondo de l'Union centrale des arts décoratifs. Dans l'esprit d'une demeure aristocratique du XVIIIe siècle, c'est sans doute l'une de ses plus grandes réussites librement inspiré du Petit Trianon de Versailles.
- 1911 : palais Bosch à Buenos Aires (Argentine), pour Ernesto Bosch et Elisa de Alvear, aujourd'hui ambassade des États-Unis.
- 1911 : palais Errázuriz à Buenos Aires (Argentine), pour Matias Errázuriz et Josefina de Alvear, aujourd'hui musée des Arts décoratifs.
- 1912 : palais « Sans-Souci » à San Fernando (Argentine), pour Carlos María de Alvear et Mercedes Elortondo.
- 1913 : hôtel particulier à Paris, no 19 avenue d'Iéna, pour Alfred Heidelbach, de style néo-classique (abrite aujourd'hui les galeries du Panthéon bouddhique du Musée Guimet).
- 1913 : hôtel particulier à Paris, no 9 avenue Matignon (abrite aujourd'hui la maison de ventes Christie's France).
- 1915 : hôtel particulier à Buenos Aires (Argentine), pour Jorge Atucha et María Teresa Llavallol.
- 1922 : asile Luis María Saavedra à Buenos Aires (Argentine) commandé par Mme Alvear de Bosch.
- Hôtel particulier à Paris, sur le Champ-de-Mars, pour le couturier Jean-Philippe Worth, de style néo-classique.

## Œuvres détruites
- 1901-1903 : château de Voormezele / Hollebeke[8] (Belgique), construit pour la veuve d'Auguste Mahieu († 1900), née Marie-Louise Ferry (remariée Morgon en 1912), de style Louis XIV (détruit)[9]
- 1904 : hôtel particulier à Paris, no 6 rue Adolphe-Yvon, construit pour l'entrepreneur américain Jules Stern[10].
Ultérieurement acquis[Quand ?] par Marie de Grèce, née Marie Bonaparte, épouse du prince Georges de Grèce (démoli).
- 1911 : Hôtel particulier à Buenos Aires (Argentine), construit pour María Unzue de Alvear (démoli).

## Galerie

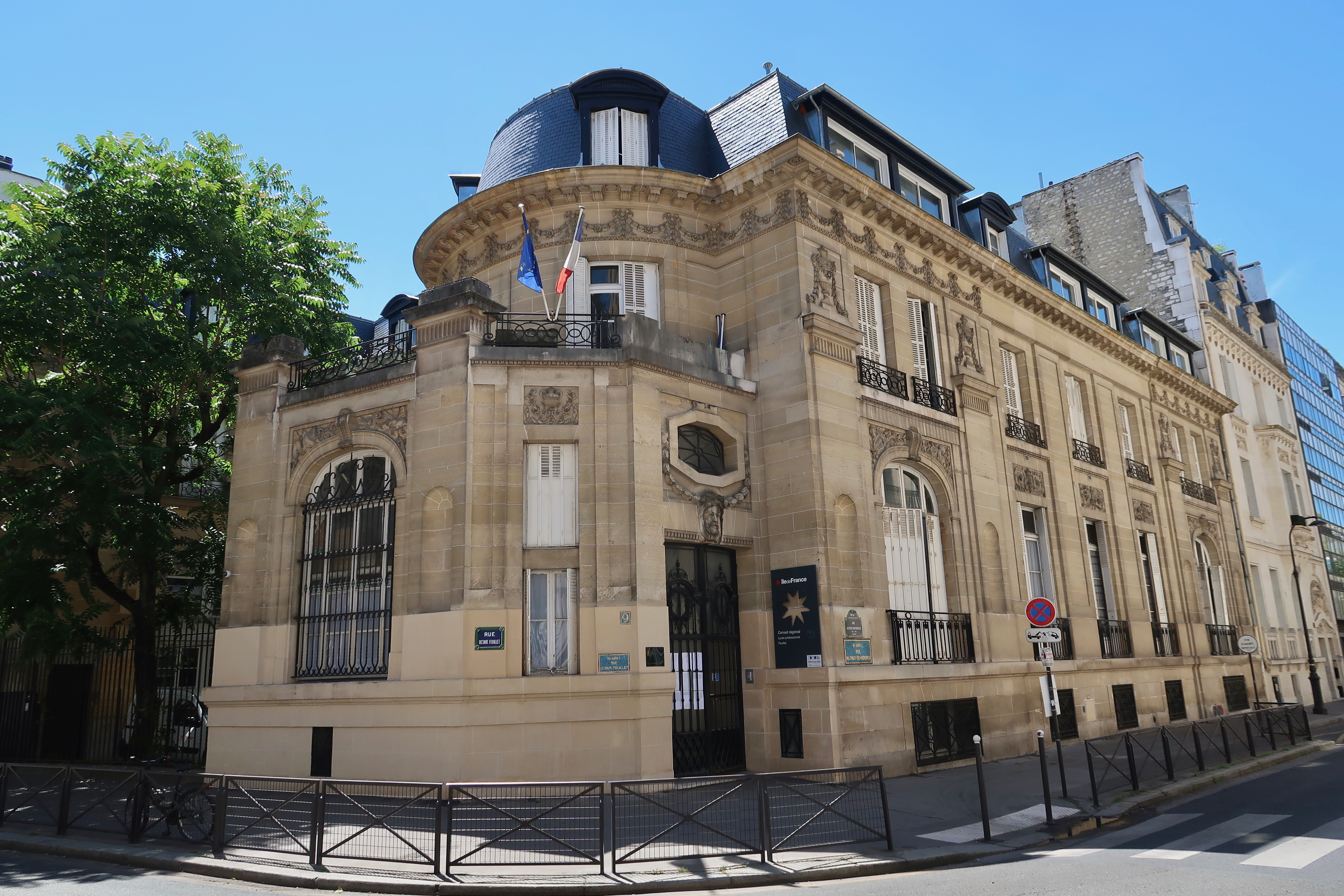
Ancien hôtel Hugo-Reifenberg (1908), Paris, aujourd'hui lycée professionnel.
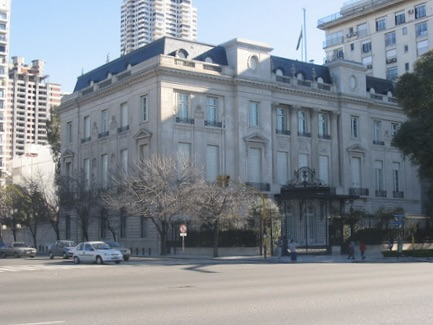
Ancien palais Bosch (1911), Buenos Aires, Argentine, aujourd'hui ambassade des États-Unis.
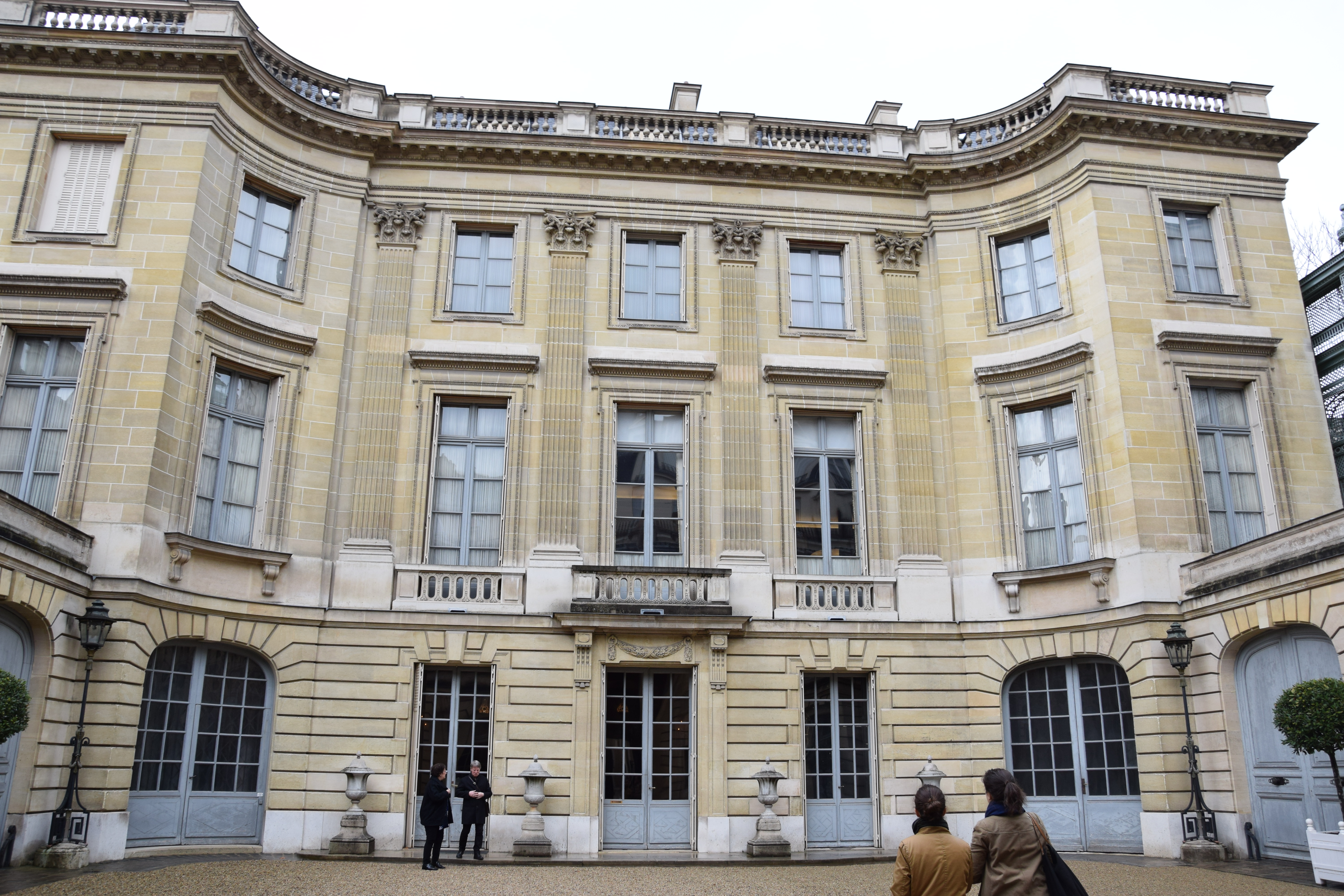
Ancien hôtel Moïse de Camondo (1911-1914), Paris, donation musée Nissim de Camondo.
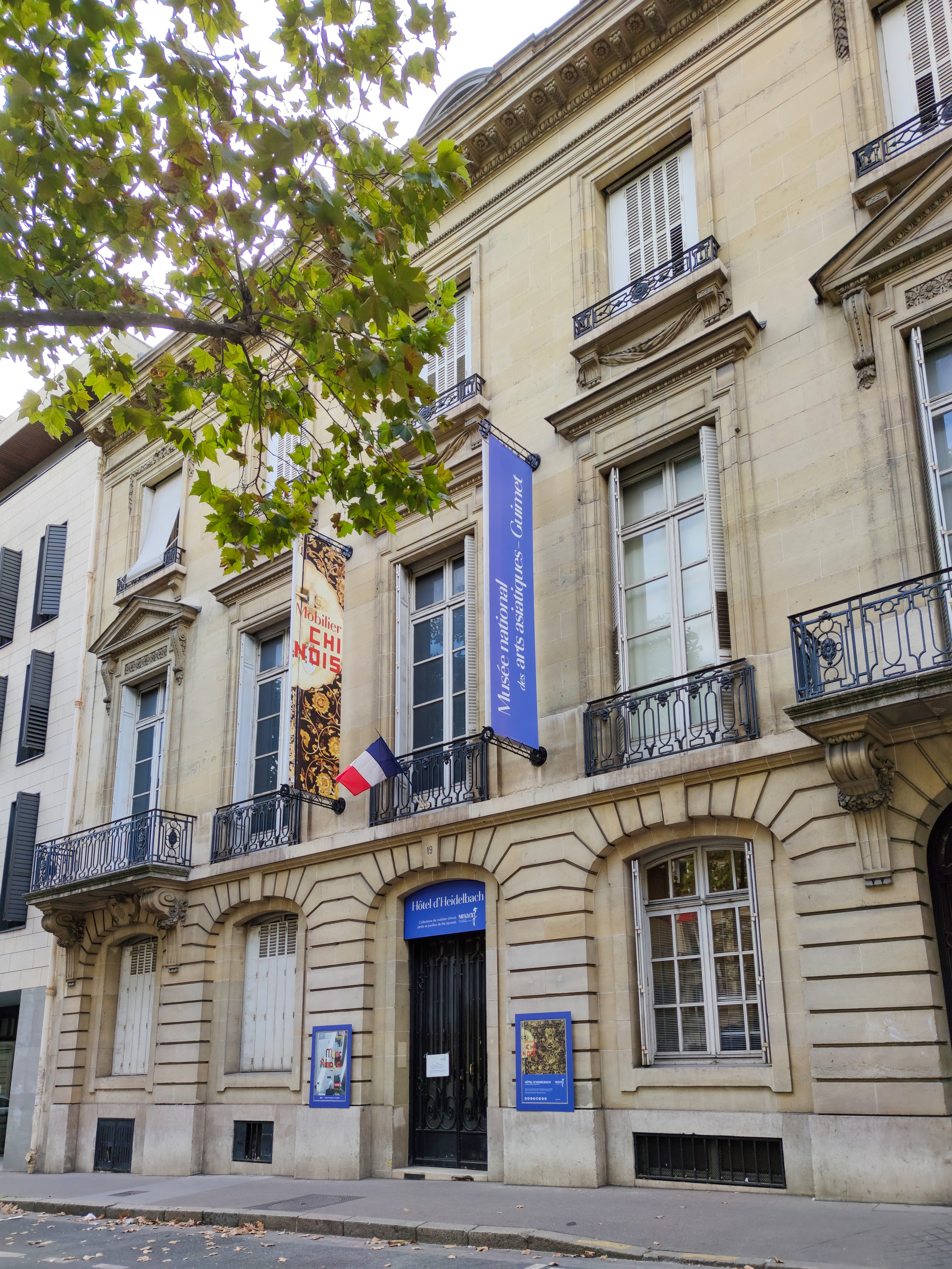
Hôtel Heidelbach (1913), Paris, partie du musée Guimet.